# 王鶴
王鶴（1514年—1597年），字子皋，號于野，又號薇田，陝西西安府長安縣人，明朝政治人物，嘉靖甲辰進士。官至應天府尹。

## 生平
嘉靖十九年（1540年）庚子科陝西鄉試第七名舉人。嘉靖二十三年（1544年）甲辰科三甲第八十七名進士。授行人司行人，奉使朝鮮，賜一品服，謝絕饋遺。嘉靖二十七年（1548年）三月選授工科給事中，三十三年七月陞户科右，三十四年三月升刑科左，十月升吏科都給事中。復除兵科都给事中，四十年五月升太常寺少卿、提督翰林院四夷館，四十一年三月升大理寺左少卿，四十二年九月升南京太仆寺卿，四十三年七月改北太仆寺卿，四十四年五月升應天府府尹，四十五年二月回籍。

## 著作
著有《見薇堂集》八卷、《皇華集》。

## 家族
曾祖王琰；祖父王敬；父王鑾。母趙氏。具庆下。